# Hišno varovanje
Hišno varovanje je storitev, pri kateri lastnik nepremičnine prostovoljcu začasno zaupa svoje imetje in v večini primerov tudi hišne ljubljenčke, medtem ko je odsoten zaradi počitnic ali potovanja. Prostovoljec oz. hišni varovalec lahko v bivališču ostane brezplačno v zameno za prevzem odgovornosti za vse, kar se bo dogajalo v lastnikovi odsotnosti. Glavni razlogi, zaradi katerih se večina lastnikov odloči za tovrstno storitev, so ponavadi skrb za hišne ljubljenčke, vzdrževanje čistoče in varnost njihovega premoženja. Kljub temu lahko lastnik zahteva tudi opravljanje drugih opravil, kot je preprosto vzdrževanje (vključno z zalivanjem vrta ali čiščenjem bazena). Na splošno mora hišni varovalec skrbeti, da vse poteka nemoteno, tako kot če bi lastnik bil doma. 
Hišno varovanje lahko traja od nekaj dni do več mesecev, odvisno od lastnikove odsotnosti. V večini primerov pri storitvi ni prisotna izmenjava denarja, kljub temu pa varovalec lahko prejme majhno plačilo, posebej v primerih, ko mora postoriti veliko hišnih opravil. Če varovalec ostane v bivališču dalj časa, lahko lastnik zahteva plačilo najemnine.

## Prednosti za lastnika bivališča/hišnih ljubljenčkov
Za mnoge ljudi so stroški oskrbe hišnih ljubljenčkov med počitnicami večji od stroškov samih počitnic, zato so hišni ljubljenčki razlog za večino dogovorov glede hišnega varovanja. 
Druga korist storitve je, da se nepremičnina vzdržuje v celotnem obdobju lastnikove odsotnosti.
Prav tako je na splošno razširjeno prepričanje, da se v prisotnosti hišnega varovalca zmanjša število zločinov. To podpira dejstvo, da zavarovalnice v nekaterih državah ponujajo nižje cene za gospodinjstva, ki uporabljajo storitve hišnih varovalcev. Hišno varovanje se zato šteje za praktično rešitev upravljanja nepremičnin, ki bi sicer ostale dalj časa prazne.

## Prednosti za hišnega varovalca
Brezplačna nastanitev običajno velja za glavno korist, ki jo imajo pri opravljanju storitve hišni varovalci. Velika prednost pri potovanju je, če ni potrebno plačati najemnine. Na ta način se prihrani veliko denarja, ki bi ga sicer porabili za nastanitev, kar pomeni, da lahko potujejo za dalj časa.
Življenje na enem mestu za določen čas pomeni, da lahko hišni varovalci izkusijo lokalno življenje v različnih državah in kulturah po vsem svetu in o regiji pridobijo veliko več informacij, kot bi jih sicer.

## Razvoj hišnega varovanja
Storitev zajema široko mrežo mednarodnih varovalcev, ki potujejo po svetu in skrbijo za tuja bivališča in hišne ljubljenčke. To je celoletna možnost za ljudi, ki raje izkoristijo počitnice, kjer lahko začasno živijo v vlogi lokalnih prebivalcev, v družbi hišnih ljubljenčkov, ali pa si želijo alternativnega življenjskega sloga.
Industrijo podpirajo številna strokovna mednarodna in regionalna spletna mesta, ki po vsem svetu povezujejo hišne varovalce z lastniki bivališč. Vse to poteka po načelih delitvene ekonomije, s pomočjo katere se v zameno za brezplačno nastanitev zagotavljajo storitve oskrbe bivališč in hišnih ljubljenčkov.